# 신귀식
신귀식(申貴植, 1941년 2월 15일 ~ 2022년 12월)은 대한민국의 배우이다.

## 생애
1961년 영화 《춘향전》으로 영화 배우 첫 데뷔하였고 이듬해 1962년 연극 배우로도 데뷔하였으며 1970년 MBC 텔레비전 드라마에 첫 출연하였다.

## 출연

### 방송

#### 드라마
- 1988년 MBC 《조선왕조 오백년 - 인현왕후》 - 김수항 역
- 1989년 MBC 《나비야 청산가자》
- 1989년 MBC 《제2공화국》- 홍진기 역
- 1990년 MBC 《내 친구 깨치》
- 1991년 MBC 《장미빛 인생》
- 1992년 KBS 2TV 《내일은 사랑》 - 한혜빈 부 역
- 1993년 SBS 《열정시대》
- 1993년 MBC 《걸어서 하늘까지》
- 1993년 MBC 《제3공화국》 - 육종관, 김원만 역
- 1994년 MBC 《파일럿》
- 1994년 KBS 2TV 《폴리스》 - 경찰대학교 총장 역
- 1994년 MBC 《마지막 승부》 - 이동민 부 역
- 1994년 MBC 《M》 - 외과의사 홍현우 역 (M의 부친 역)
- 1994년 SBS 《까치네》
- 1994년 KBS 2TV 《느낌》 - 의사 역
- 1995년 KBS 2TV 《역사의 라이벌》
- 1995년 KBS 2TV 《장녹수》 - 월산대군 이정 역
- 1995년 KBS 2TV 《딸부잣집》 - 정 회장 비서실 실장 역
- 1995년 SBS 《이가사 크리스티》
- 1995년 SBS 《냉동인간》
- 1995년 MBC 《제4공화국》 - 김윤호, 노진환 역
- 1995년 KBS 1TV 《찬란한 여명》 - 후쿠자와 유키치
- 1996년 KBS 2TV 《컬러 - 블루》
- 1996년 KBS 2TV 《슈팅》
- 1996년 KBS 2TV 《첫사랑》 - 신 사장 역
- 1996년 SBS 《임꺽정》 - 이억순 역
- 1997년 EBS 1TV 《감성세대》 - 루시아 부 역
- 1997년 KBS 2TV 《완벽한 남자를 만나는 방법》
- 1997년 KBS 2TV 《열애》
- 1997년 KBS 2TV 《질주》
- 1997년 KBS 2TV 《욕망의 바다》
- 1997년 KBS 2TV 《프로포즈》 - 민석 부 역
- 1998년 KBS 1TV 《용의 눈물》 - 유정현 역
- 1998년 KBS 2TV 《진달래꽃 필 때까지》 - 북한대표부 대표 역
- 1998년 KBS 1TV 《너와 나의 노래》
- 1998년 KBS 2TV 《킬리만자로의 표범》
- 1998년 SBS 《승부사》 - 경찰청 징계위원장 역
- 1999년 KBS 1TV 《누나의 거울》
- 1999년 MBC 《국희》 - 서울상회 주인 역
- 2000년 KBS 2TV 《꼭지》 - 국회의원 역
- 2000년 KBS 2TV 《RNA》 - 지훈, 수지 부 역
- 2000년 MBC 《황금시대》 - 경성은행 이사장 역
- 2000년 KBS 2TV 《천둥소리》 - 하당 김첨 역
- 2001년 KBS 1TV 《태조 왕건》 - 신라 경순왕 김부 역
- 2001년 SBS 《여인천하》 - 허자 역
- 2001년 MBC 《결혼의 법칙》
- 2001년 KBS 2TV 《동양극장》 - 홍천경찰서장 역
- 2002년 MBC 《내 이름은 공주》
- 2002년 KBS 2TV 《햇빛 사냥》
- 2003년 KBS 2TV 《저 푸른 초원 위에》
- 2003년 KBS 2TV 《보디가드》 - 김문석 역
- 2003년 SBS 《왕의 여자》 - 김제남 역
- 2004년 MBC 《빙점》
- 2004년 KBS 2TV 《두번째 프러포즈》 - 남경수의 아버지 역
- 2004년 KBS 2TV 《해신》 - 김균정 역
- 2005년 MBC 《제5공화국》 - 허주 김윤환 역
- 2006년 SBS 《눈꽃》
- 2006년 MBC 《주몽》 - 천대인 역
- 2007년 MBC 《하얀거탑》 - 원용민 역
- 2007년 MBC 《히트》 - 검찰총장 역
- 2007년 SBS 《강남엄마 따라잡기》 - 이사장 역
- 2007년 SBS 《왕과 나》 - 보한재 신숙주 역
- 2007년 KBS 2TV 《행복한 여자》
- 2008년 MBC 《하얀 거짓말》
- 2009년 KBS 2TV 《파트너》 - 이준익 역
- 2009년 KBS 2TV 《솔약국집 아들들》 - 윤정희의 아버지 역
- 2010년 MBC 《나는 별일 없이 산다》 - 염 변호사 역
- 2010년 KBS 2TV 《국가가 부른다》 - 한태식 역
- 2011년 MBC 《내 마음이 들리니》 - 민 회장 역
- 2012년 OCN 《신의 퀴즈 3》 - 이명관 역
- 2014년 TvN 《꽃할배 수사대》 - 박진우 경찰청장 역
- 2015년 KBS 2TV 《달콤한 비밀》 - 필립의 아버지 역

#### 시트콤
- 1995년 SBS 《LA아리랑》 - (목소리 출연)
- 1999년 MBC 《남자 셋 여자 셋》 - 문화대학교 중국어학과 신귀식 교수 역으로 단역
- 2000년 MBC 《세 친구》 - 심리학 전공녀 박형선의 아버지인 심리학 박사 박귀식 문화대학교 교수 역으로, 문화의료기 신귀식 사장 역으로 단역
- 2002년 MBC 《연인들》 - 진희경의 아버지 진귀식 역으로 카메오 단역

### 영화
- 1961년 《춘향전》
- 1963년 《아무리 옷이 날개라지만》
- 1988년 《벽속의 부인》
- 1992년 《눈꽃》 - 아버지 역
- 1992년 《걸어서 하늘까지》
- 1993년 《가슴 달린 남자》
- 1998년 《크리스마스에 눈이 내리면》
- 2002년 《이중간첩》
- 2002년 《보스 상륙 작전》
- 2009년 《19-Nineteen》 - 박호 역
- 2012년 《철가방 우수 씨》 - 노신사 역

### 공연

#### 연극
- 《여로》